# راي بيكر (ممثل)
راي بيكر (بالإنجليزية: Ray Baker)‏ مواليد 9 يوليو 1948 في أوماها، الولايات المتحدة، هو ممثل أمريكي بدأ مسيرته الفنية سنة 1972.

## الأعمال

### أفلام
- المدرب كارتر
- حفر
- نوفمبر الحلو
- ما يكمن في الأسفل
- فتاة، قوطعت
- قرار إداري
- إد وود
- توتال ريكول
- رجل المطر
- أماكن في القلب
- سيلكوود

### مسلسلات
- بونز
- إي آر
- عقول إجرامية
- نمبرز
- الدرع
- دياجنوسيز: موردر
- ثالث كوكب بعد الشمس
- تحسين المنزل
- عرض كوسبي

## روابط خارجية
- راي بيكر على موقع IMDb (الإنجليزية)
- راي بيكر على موقع أول موفي (الإنجليزية)
- راي بيكر على موقع قاعدة بيانات برودواي على الإنترنت (الإنجليزية)
- راي بيكر على موقع قاعدة بيانات برودواي على الإنترنت (الإنجليزية)
- راي بيكر على موقع إن إن دي بي (الإنجليزية)
- راي بيكر على موقع قاعدة بيانات الفيلم (الإنجليزية)